# Jordan Ver Hoeve
Jordan Ver Hoeve (San Diego, 31 gennaio 1996) è un attore e modello statunitense.

## Biografia
Ver Hove è nato il 31 gennaio 1996 a San Diego, in California. È di origine olandese. Dopo essersi diplomato al liceo, Verhove si è trasferito a New York, dove ha iniziato a fare il modello. Si è successivamente trasferito a Los Angeles per dedicarsi alla carriera di attore.
Venne scoperto da un agente dopo aver visto una sua foto. Il suo primo ruolo è stato nel film televisivo del 2016 666: Teen Warlock, diretto da David DeCoteau.
Nel 2018 è apparso in un ruolo ricorrente nella serie televisiva Boss Cheer. Un anno dopo ha interpretato un ruolo da protagonista nella serie televisiva Huge in France.
Nel 2022 ha recitato accanto a Will Peltz nel film Exploited.

## Filmografia

### Cinema
- Abysse, regia di Leo Sfeir - cortometraggio (2021)
- Exploited, regia di Jon Abrahams (2022)

### Televisione
- 666: Teen Warlock, regia di David DeCoteau – film TV (2016)
- Boss Cheer – serie TV, 8 episodi (2018)
- Huge in France – serie TV, 8 episodi (2019)

## Doppiatori italiani
Nelle versioni in italiano delle opere in cui ha recitato, Jordan Ver Hoeve è stato doppiato da:
- Manuel Meli in Huge in France